# ブリヤート共和国の国旗
ブリヤート共和国の国旗（露：Флаг Республики Бурятия、ブ：Бүгэдэ Найрамдаха Буряад Уласай туг）は国章および国歌と共にロシア連邦ブリヤート共和国のシンボルの一つである。

## 概要

### 1992年
「旗は3つの水平な帯：青を2倍の幅にとり、残りは白と黄。青い帯の旗竿側の部分、旗竿から旗の長さの1/4のところに黄金のソヨンボ（月、太陽および三叉の炎の絵）を描く。旗の縦横比は2:1とする。」

### 2007年
「ブリヤート共和国の国旗は長方形で3色の帯からなり、上部は青色で四分の二を占め、中部は白色で四分の一を占め、そして下部は黄色で四分の一を占める。左上の角の青い帯の部分には旗竿から四分の一の距離に黄色いブリヤーチヤ伝統のシンボル（ソヨンボ）、すなわち月、太陽および炎を次に様に描く：下部は三日月、その上に太陽、それらの上に三叉の炎の絵。旗の縦横比は1:2とする。」

## 由来
青はブリヤートの国民の色であり、ブリヤートの人民の歴史的および文化的繋がりを表す。青は高い道徳原理、幸福、平穏、繁栄、平和、団結および高潔のシンボル。青と白の組み合わせが呈するのはブリヤーチアがロシア連邦の一部であるという事。黄（金）は魂の源（ザバイカルのブリヤートの間で信仰されるチベット仏教ゲルク派のシンボル）を強調し、また慈悲、人と自然の調和、魂の完全化の色と言われている。
ブリヤートのソヨンボは3つの要素：月、太陽および上向きの炎からなる。炎は暖かさ、命、光、再生、繁栄、健康を表す。これは清廉と家を守護するシンボルである。三本に分かれた炎の一番目が過去、中央は現在、三本目が未来の世代の象徴である。同時に炎の先々は連続性と歴史の継承を示す。太陽については生命の根源、生命力、光、富、豊かさが関連付けられる。月はモンゴルやテュルクの人々にとって神聖視されてきた。